# Metriocampa packardi
Metriocampa packardi är en urinsektsart som beskrevs av Filippo Silvestri 1912. Metriocampa packardi ingår i släktet Metriocampa och familjen Campodeidae.

## Underarter
Arten delas in i följande underarter:
- M. p. allura
- M. p. packardi